# إدموند بلانشارد
إدموند بلانشارد (بالإنجليزية: Edmund Blanchard)‏ هو محامي أمريكي، ولد في عقد 1825، وتوفي في 1886.